# Пьюра (регион)
Пью́ра (исп. Piura) — регион на северо-западе Перу.
На севере граничит с Эквадором и регионом Тумбес, на юге — с регионом Ламбаеке, на востоке — с регионом Кахамарка, на западе омывается водами Тихого океана, расположенный здесь мыс Париньяс — крайняя западная точка Южной Америки.
Административный центр региона — город Пьюра. Здесь же расположены два крупных порта Перу: Пайта и Талара.

## Географическое положение
Регион расположен в 4 градусах южнее экватора, его омывают сразу два океанических течения: холодное течение Гумбольдта (13-20 °C) и теплое Эль-Ниньо (20-27 °C). Климат территории засушливый, количество осадков увеличивается при подъеме в горы и в направлении севера. 
Прибрежные районы можно разделить на субтропическую пустыню Сечура на юге и тропические сухие леса в центральной и северной части. Долины рек — оазисы в пустынной местности, подобно пойме Нила или Междуречью. Здесь находятся обширные плантации риса и кокоса, особенно много их в долинах рек Пьюра и Сульяна.
По мере удаления от Косты к Сьерре, возникают высокогорные тропические леса, на вершинах гор расположена экосистема парамо.
Топографически регион можно разделить на прибрежную равнину, так называемую косту, и горную сьерру. Пустыня Сечура, лежащая к югу от реки Пьюра, является самой широкой пустыней Перу. Здесь же находится самая низкая точка страны — впадина Байовар, в которой находится крупное природное месторождение фосфоритов. Отличительной особенностью является наличие серповидных дюн. На севере пустыня сменяется сухими тропическими лесами. В районе города Сечура есть небольшой участок мангровой растительности.
Вершины горных хребтов перуанских Анд здесь не превышают 4000 метров и покрыты обильной растительностью. Речные долины тихоокеанского и атлантического бассейнов довольно близко подходят друг к другу и связаны невысокими удобными перевалами, что упрощает сообщение между побережьем и областью тропических лесов. Через перевал Пасо-де-Поркулья, на высоте 2138 м над уровнем моря, проходит основной путь из Косты в районы сельвы.
Реки относятся к бассейну Тихого океана и Амазонки. Самая крупная река — Чира, впадающая в Тихий океан. Река Пьюра также впадает в Тихий океан, но её течение непостоянно, в засушливые периоды она почти пересыхает.

## Животный и растительный мир
В регионе Пьюра представлена экосистема тихоокеанских экваториальных сухих тропических лесов. В этом экологически чистом регионе произрастает множество видов растений, в том числе орхидей, уникальное альгарробо, мангры, а также лучшие сорта лайма и манго в Южной Америке. В Пьюре также выращивают бананы, кокосы, рис и другие фрукты, а также производят хлопок пима.
Животный мир представлен разнообразными птицами, рептилиями и млекопитающими.

## Население
Население региона — 1 856 809 человек (2-е место в стране, после столичной провинции Лима). Большая часть населения проживает в центре региона, на центральном участке побережья и в окрестностях города Пьюра. Плотность населения — 51,73 чел/км², это высокий показатель для перуанских регионов. Наблюдается прирост населения — 1,03 % в год. В горных районах на востоке численность населения уменьшается. Уровень урбанизации — 79,3 %. 
В половой структуре преобладают женщины (50,51 %). Доля детей до 14 лет — 29,9 %. Уровень грамотности — 86,6 %. 
Национальный состав: метисы — 78,6 %, афроперуанцы — 9,2 %, белые — 8,4 %. Регион стоит на втором месте после Тумбеса по доле афроперуанцев среди населения и на первом месте в абсолютном показателе, при этом доля коренного индейского населения крайне низка — менее 4 %. Подавляющее число верующих — католики.

## Экономика
Пьюра — один из самых богатых и динамично развивающихся регионов Перу. Экономическая специализация: добыча железной руды, соли, фосфатов и других полезных ископаемых; рыболовство и разведение рыб на рыбных фермах; выращивание рожкового дерева, сорго, риса, кукурузы, кофе, бананов, кокосов, лимонов, фасоли, пшеницы, ячменя, сои, картофеля, манго, маниоки; птицеводство, производство рыбной муки, удобрений, паркета. В последнее время развивается добыча нефти. 

## История
Самой важной доколумбовой культурой региона была культура викус, известная своей керамикой и изделиями из золота.
Первыми поселенцами, однако, были тальяны (юнга), пришедшие из сьерры и жившие матриархально в примитивных селениях. Позже они были покорены мочика, а затем инками, в период правления Тупак Инка Юпанки.
В 1532 году Франсиско Писсарро основал на берегах реки Чира, в долине Тангарара, первый в Южной Америке город Сан-Мигель-де-Пьюра. Точная дата основания подвергается сомнениям, однако, официальным днем города является 15 июля.
В 1534 году столица была перенесена в Монте-де-лос-Падрес (Морропон), затем в Сан-Франсиско-де-ла-Буэна-Эсперанса (Пайта) и, наконец, в 1588 году, из-за постоянных нападений пиратов вернулась в Пьюру.

## Достопримечательности
- Большое количество пляжей. Вода, по сравнению с пляжами остального перуанского побережья, теплая (здесь ослабевает и уходит в сторону от берега холодное Перуанское течение), ее среднегодовая температура — 24 °C. Самые известные пляжи — Манкора, Лос-Органос, Кабо-Бланко, Колан. Здесь идеальные условия для серфинга и глубоководной рыбалки.
- Остров Фока в бухте Пайты. Обилие морской фауны: морские птицы, пингвины Гумбольдта, морские львы; в окрестных водах — дельфины и горбатые киты.
- Город Пьюра и его колониальная архитектура.
- Пригород Пьюры, Катакаос: ремесленные изделия местных жителей и необычная кухня
- Национальный парк Серрос-де-Амотапе — тропические сухие леса
- Самые южные мангровые леса тихоокеанского побережья в Сечуре
- Рисовые и кокосовые плантации речных долин посреди пустыни
- Морропон — очаг афроперуанской культуры
- Традиционные керамические изделия Чулуканаса
- Горы на западе региона, в провинции Уанкабамба
- Высокогорное озеро Уарингас
- В городе Пайта находятся особняки некоторых известных миру личностей
- Археологические объекты Викус, Айпате, Санта-Роса-де-Суйо, Саманга, Нариуала

## Галерея

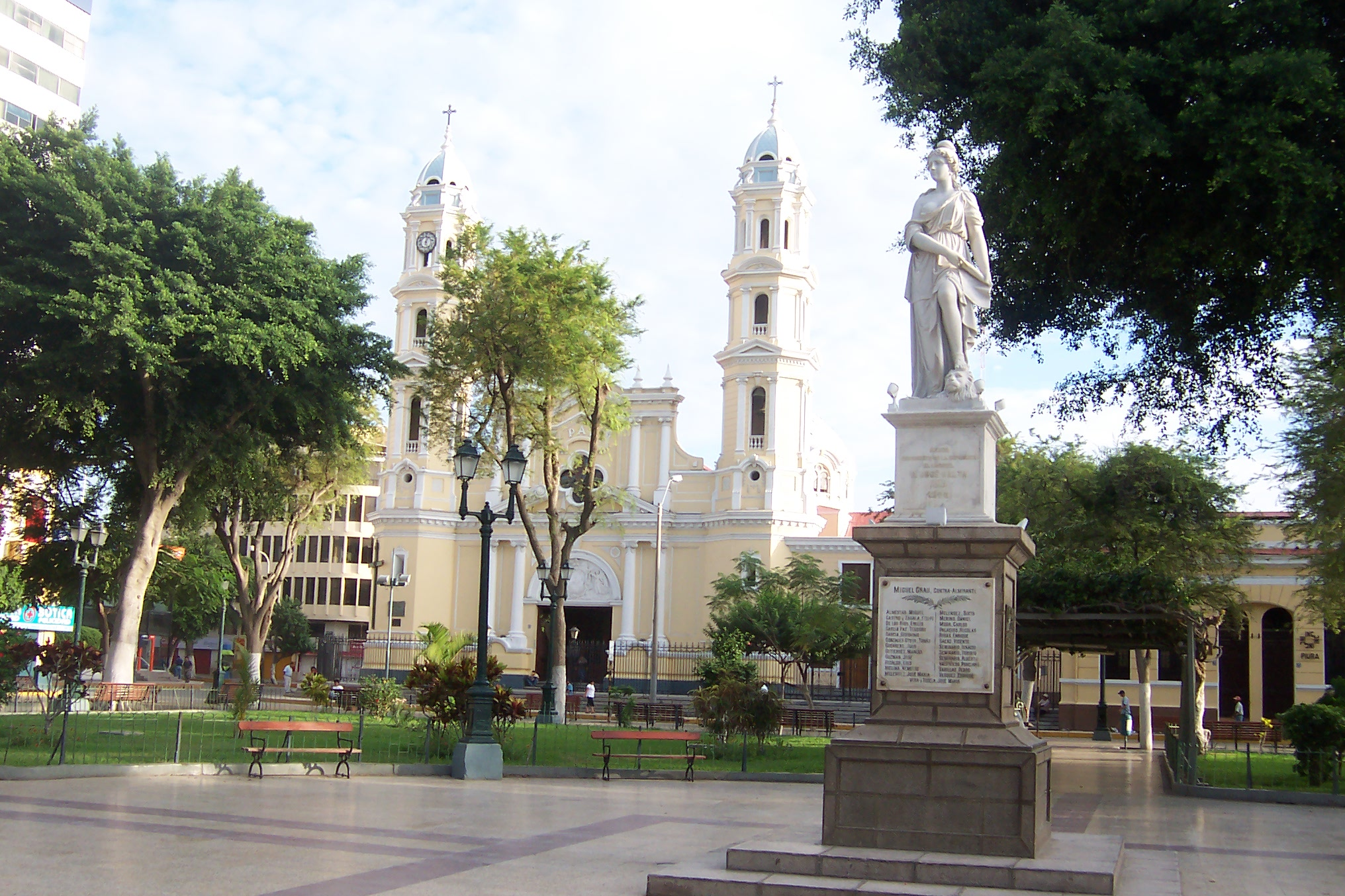
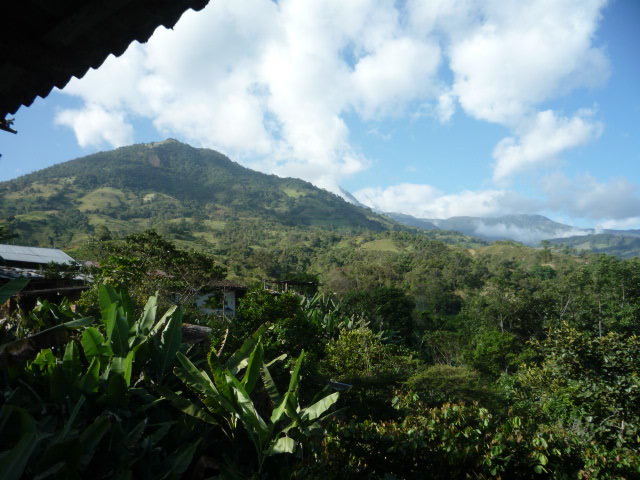
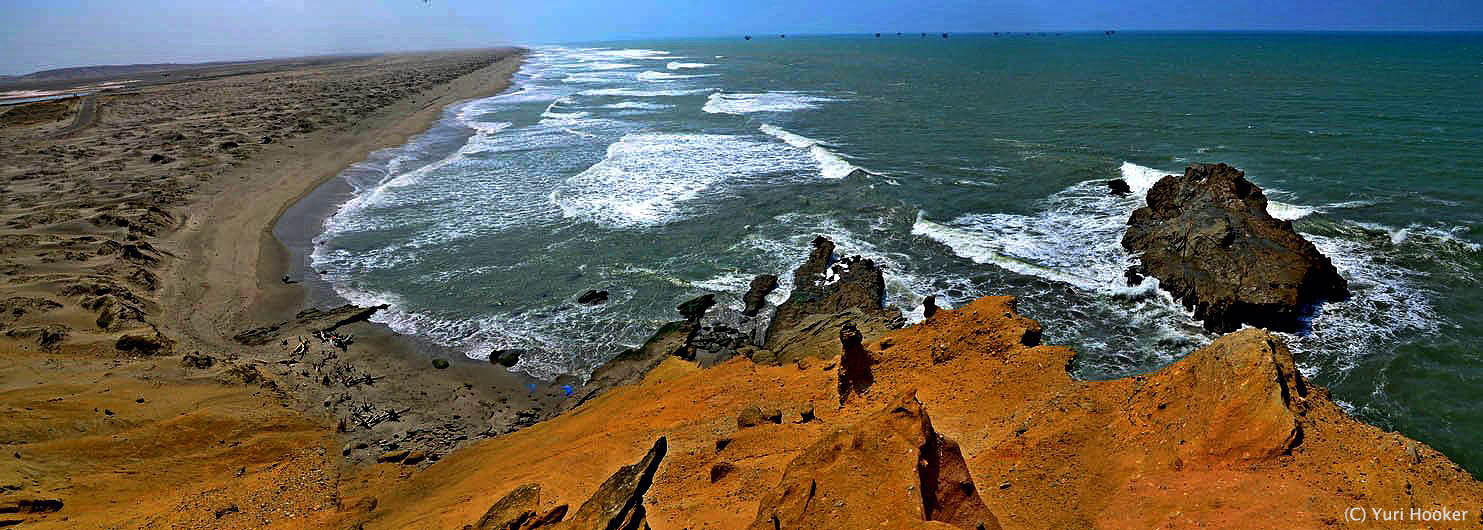
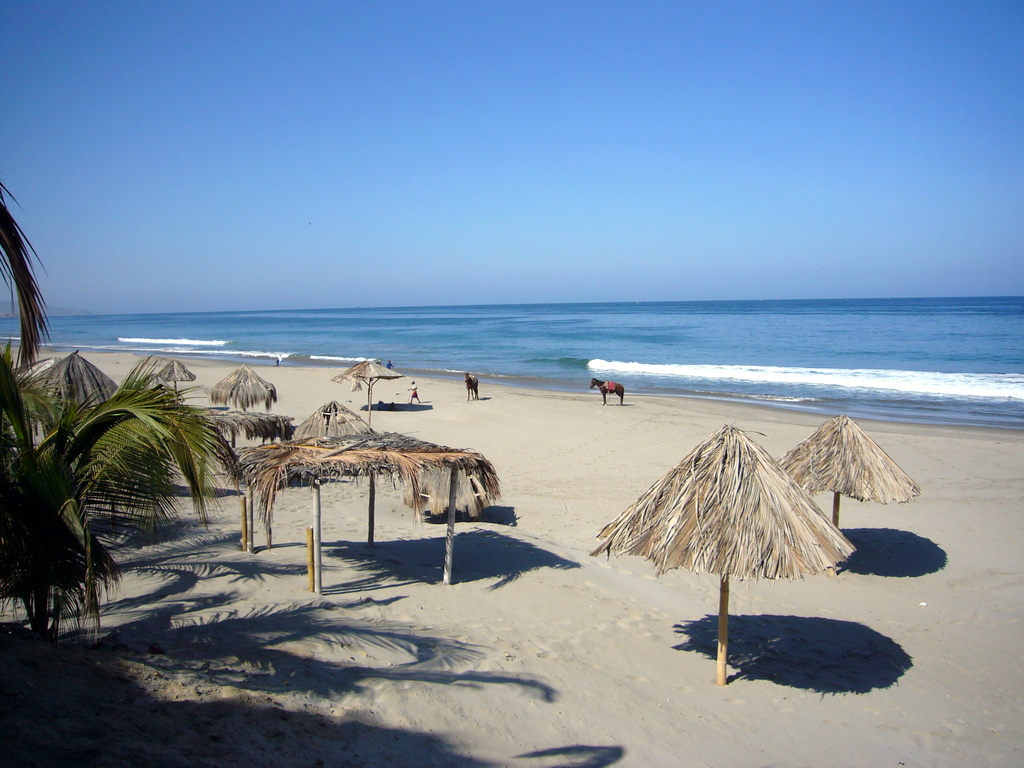
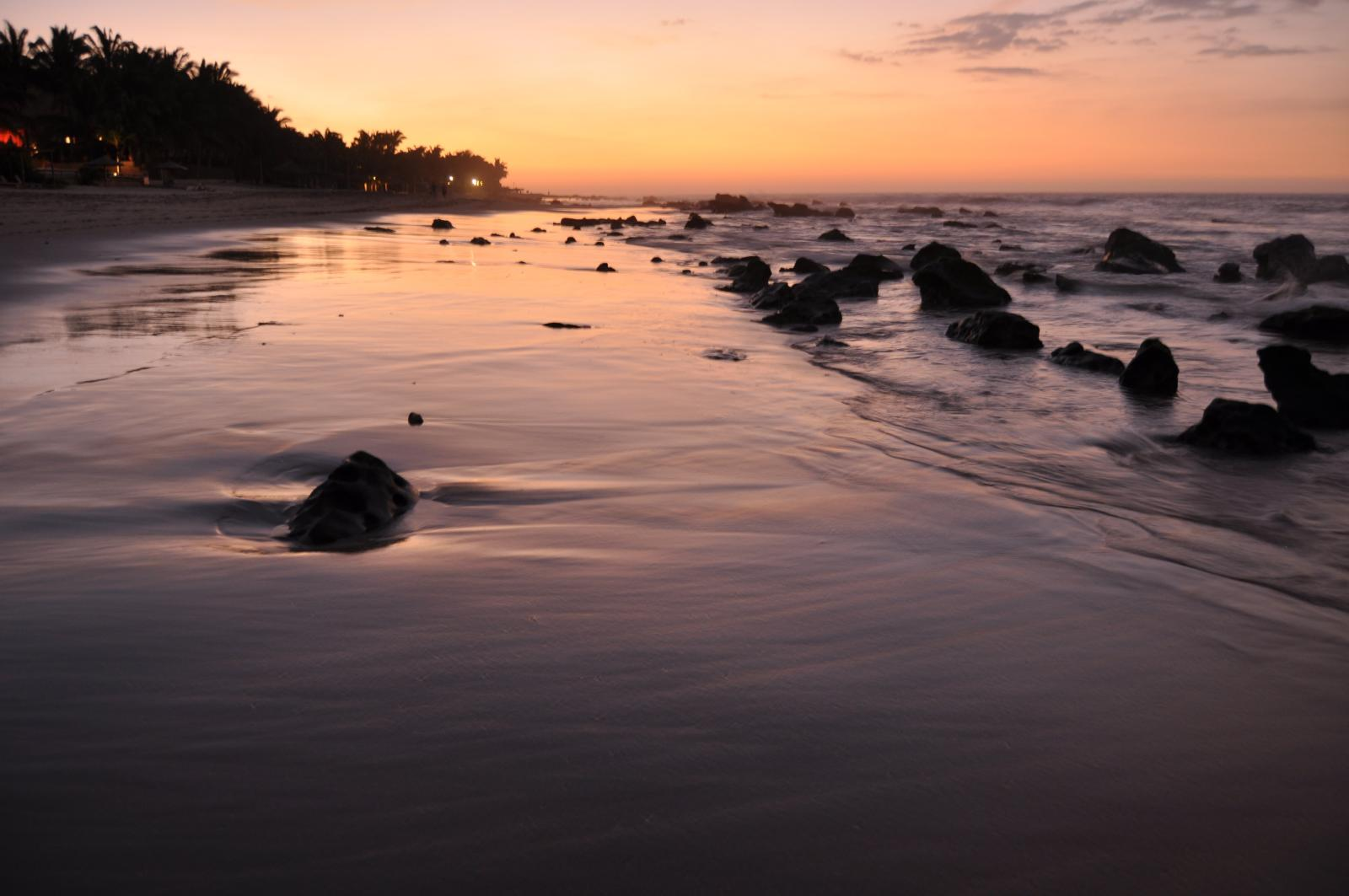
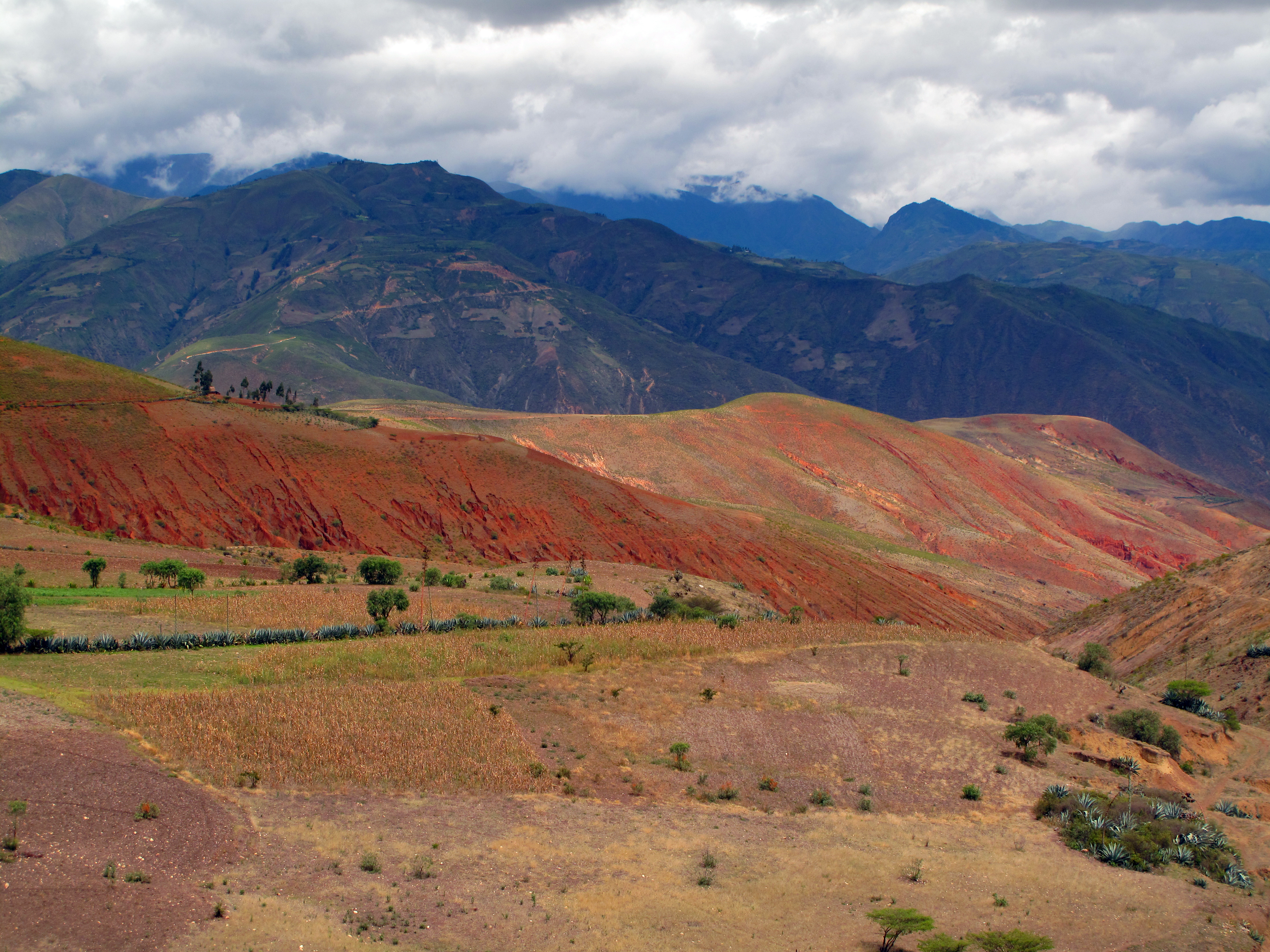
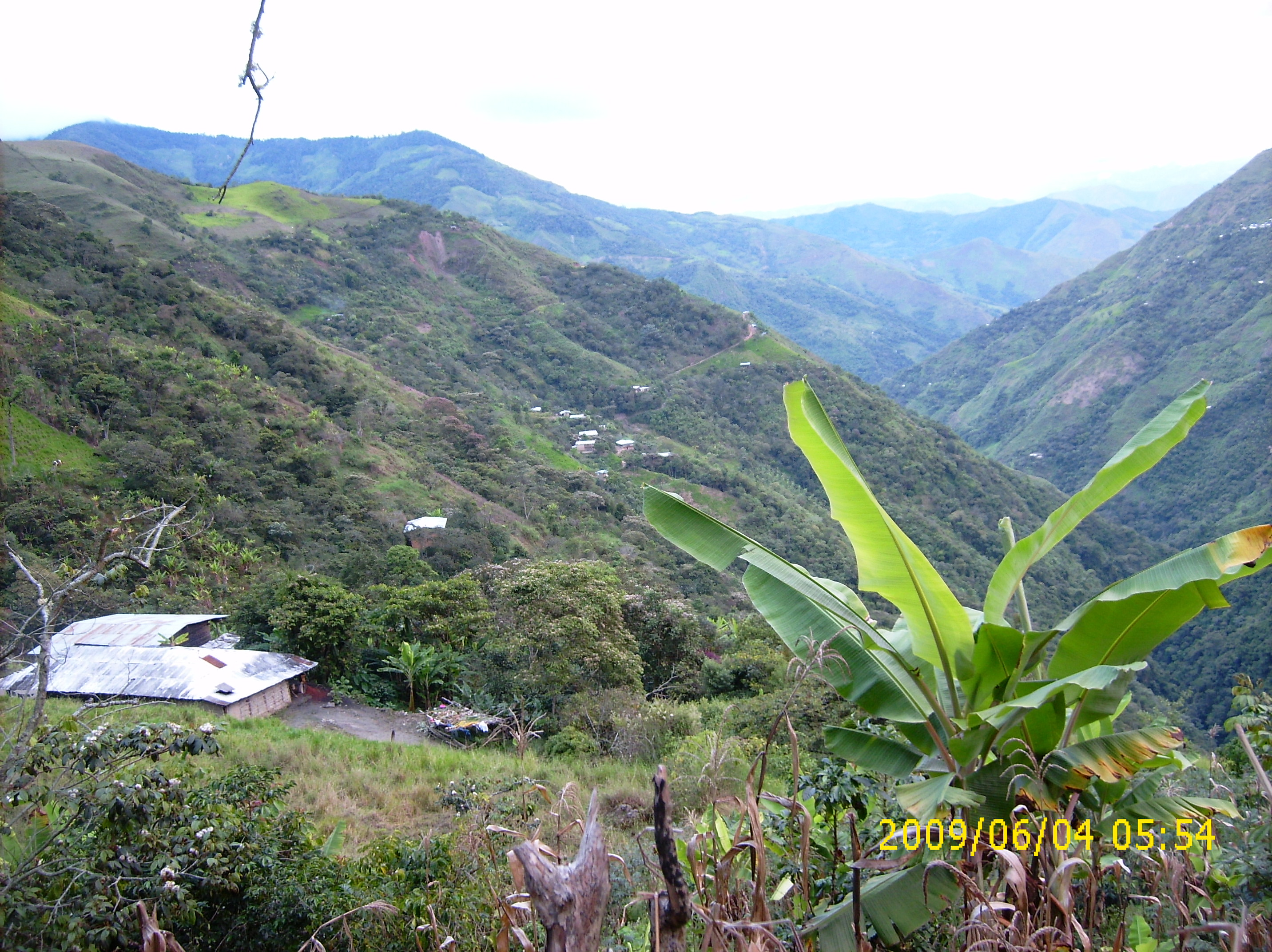
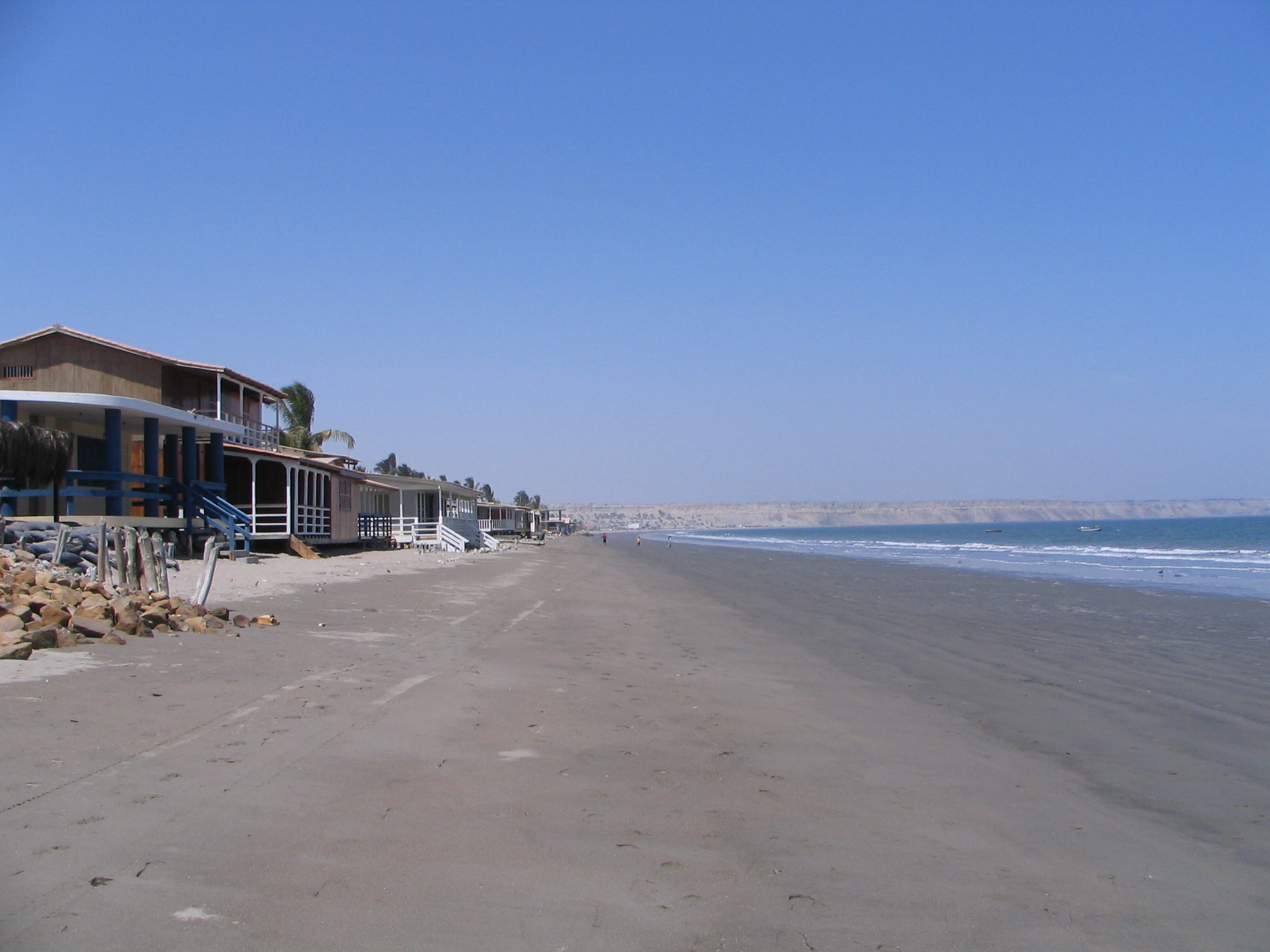
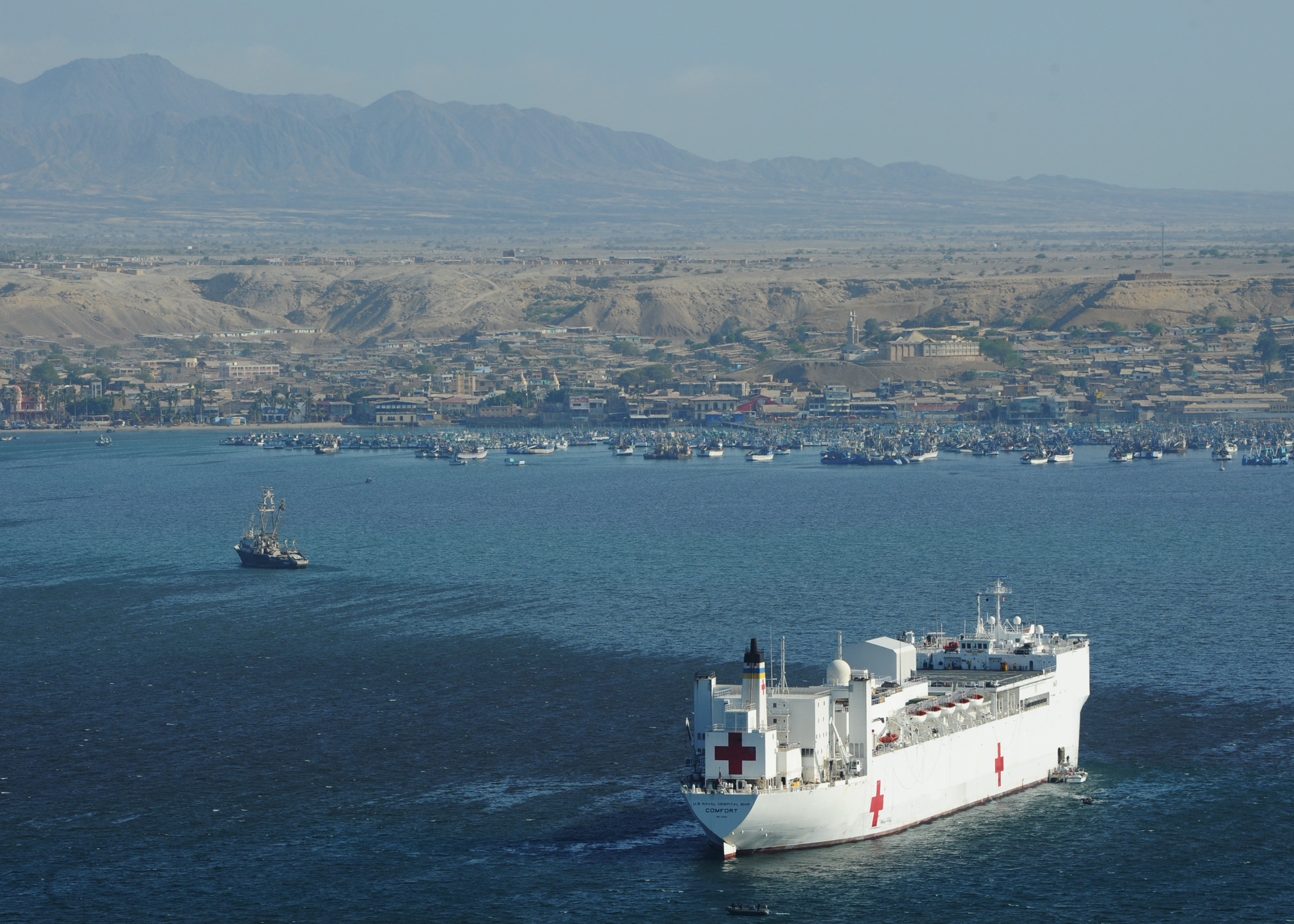
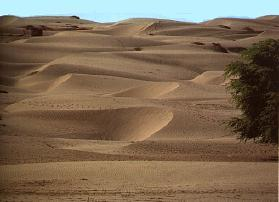

## Административное деление

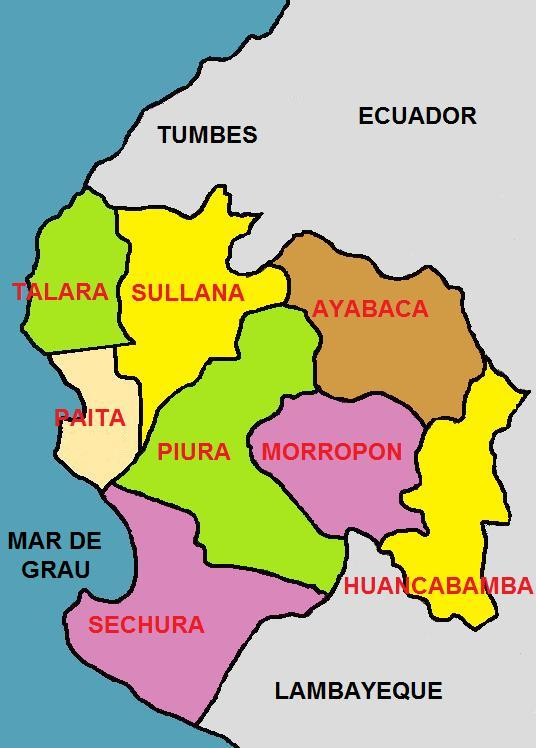
Провинции региона Пьюра.

Регион состоит из 8 провинций, которые подразделяются на 64 района:
| № | Провинция                | Административный центр   | Население (перепись, 2017) |
| - | ------------------------ | ------------------------ | -------------------------- |
| 1 | Аябака (Ayabaca)         | Аябака (Ayabaca)         | 119 287                    |
| 2 | Уанкабамба (Huancabamba) | Уанкабамба (Huancabamba) | 111 501                    |
| 3 | Морропон (Morropón)      | Чулуканас (Chulucanas)   | 162 027                    |
| 4 | Пайта (Paita)            | Пайта (Paita)            | 129 892                    |
| 5 | Пьюра (Piura)            | Пьюра (Piura)            | 799 321                    |
| 6 | Сечура (Sechura)         | Сечура (Sechura)         | 79 177                     |
| 7 | Сульяна (Sullana)        | Сульяна (Sullana)        | 311 454                    |
| 8 | Талара (Talara)          | Талара (Talara)          | 144 150                    |